# José Luis Mendilibar
José Luis Mendilibar Etxebarria (Zaldívar, 14 de março de 1961) é um treinador e ex-futebolista espanhol que atuava como meio-campista. Atualmente comanda o Olympiacos.

## Carreira
Com passagens por diversos clubes do futebol espanhol, foi anunciado pelo Sevilla no dia 21 de março de 2023, chegando para substituir o argentino Jorge Sampaoli. O técnico conquistou o título mais importante da sua carreira no dia 31 de maio, ao sagrar-se campeão da Liga Europa da UEFA. Mendilibar comandou o clube espanhol numa campanha dramática, com direito a uma vitória na disputa por pênaltis na final contra a Roma. Voltou a levantar um título dois meses depois, conquistando o Desafio de Clubes da UEFA–CONMEBOL. Na ocasião, o Sevilla empatou em 1–1 com o Independiente del Valle, mas superou a equipe equatoriana por 4–1 nos pênaltis.
Após um início irregular na temporada 2023–24, com apenas duas vitórias em doze partidas, Mendilibar foi demitido do Sevilla no dia 8 de outubro de 2023.
Acertou com o Olympiacos em fevereiro de 2024, sendo esse o seu primeiro trabalho fora da Espanha. Em abril, depois de uma vitória nos pênaltis sobre o Fenerbahçe, válida pela Liga Conferência, Mendilibar classificou o clube para as semifinais de um torneio europeu pela primeira vez em sua história. O Olympiacos sagrou-se campeão da competição no dia 29 de maio, após vencer a Fiorentina por 1–0 no Estádio Agia Sophia.

## Títulos
Valladolid
- Segunda Divisão Espanhola: 2006–07

Sevilla
- Liga Europa da UEFA: 2022–23
- Desafio de Clubes da UEFA–CONMEBOL: 2023

Olympiacos
- Liga Conferência Europa da UEFA: 2023–24
- Campeonato Grego: 2024–25
- Copa da Grécia: 2024–25

### Prêmios individuais
- Treinador do Mês da La Liga: fevereiro de 2017[8]